# Euphorbia anoplia
Euphorbia anoplia är en törelväxtart som beskrevs av Otto Stapf. Euphorbia anoplia ingår i släktet törlar, och familjen törelväxter. Inga underarter finns listade i Catalogue of Life.

## Bildgalleri

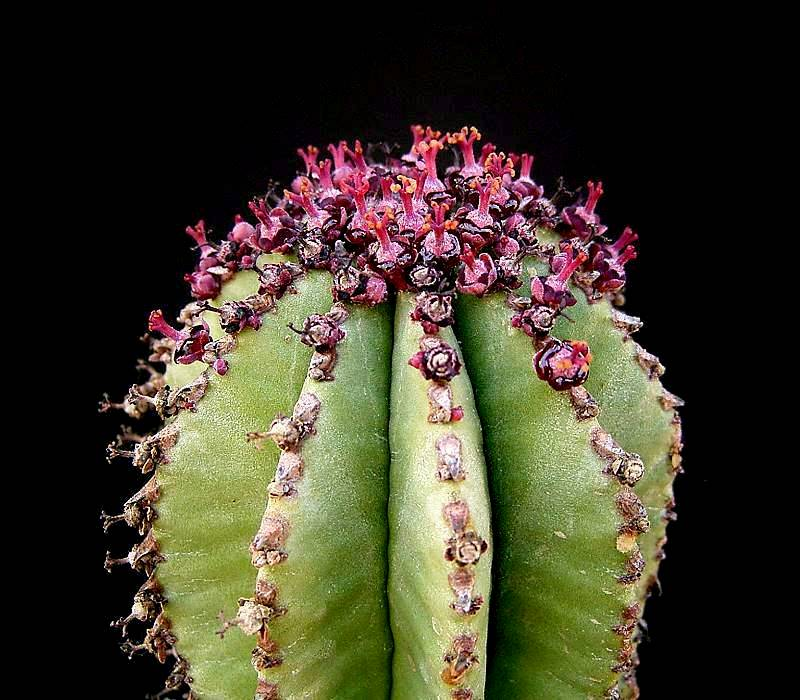
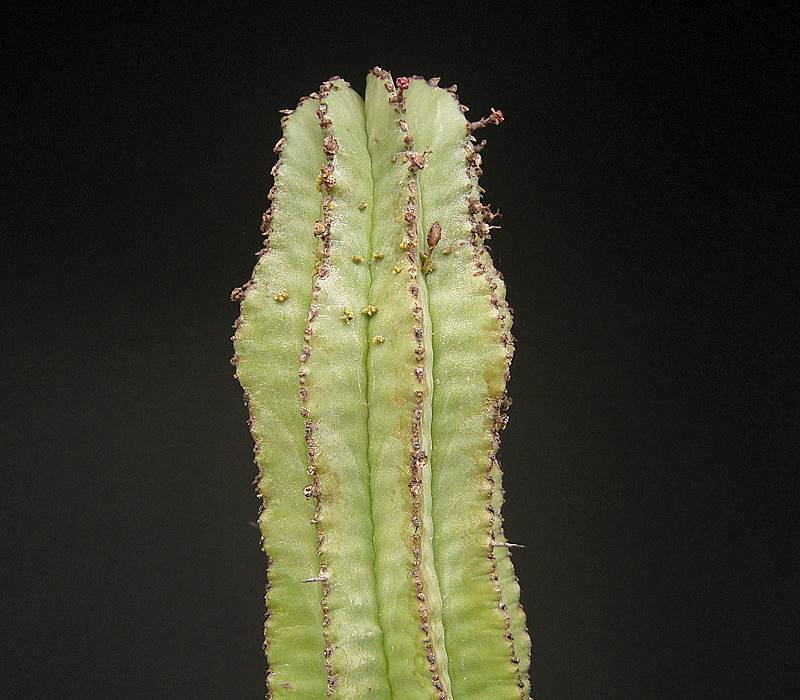